# 魔法少女

魔法使装扮的维基娘

魔法少女（日语：／ Mahō Shōjo）是一种人物类型，属于日本幻想媒体的一个艺术子流派（包括ACG和真人媒体），其核心是作品中使用魔法等不可思议的力量来引起骚动和解决事件的女孩，她们通常通过转变成一个理想的另我来使用这些能力。
1962年，这一类型的作品由《甜蜜小天使》和随后在1966年由东映动画制作的《魔法使莎莉》中出现。20世纪70年代，该工作室制作了一波类似的动画，致使小巫女/魔女（ majokko）成为该类型的通用术语。
在20世纪80年代，这个词在很大程度上被“魔法少女”所取代，这反映了其他工作室制作的节目的新流行，包括《魔法公主明琪桃子》和《我是小甜甜》。
20世纪90年代，《美少女战士》综合了特摄英雄节目的元素，引入了"战斗女英雄"概念，她与与邪恶势力作斗争，这成为后来魔法少女系列的主打。迄20世紀末葉，魔法少女動畫以《美少女戰士》、《小魔女DoReMi》、《庫洛魔法使》及《光之美少女系列》最廣為人知。

## 概要
日本最早的魔法少女是赤冢不二夫的少女漫画《甜蜜小天使》（1962年），这是第一个实现女孩变身为成年女性的愿望的“变身女英雄”。随后，受到在日本也大受欢迎的、善良女巫为主角的海外剧情喜剧片《家有仙妻》（1964-1972）和《太空仙女恋》（1965-1970）的影响，在日本也有《彗星公主》（1967-1968）和根据少女的年龄将女巫降低年龄的横山光辉的《魔法使莎莉》（1966-1967）在日本出现，其中的女巫比女孩的年龄小。
曾将“莎莉”和“甜蜜小天使”制作成流行动画的东映动画将该系列开发为“东映小魔女系列”（1966-1981），后来株式会社 Pierrot将类似的系列开发为“Pierrot魔法少女系列”（1983-1998）。“小魔女”（魔女っ子）和“魔法少女”（魔法少女）一词就是这样诞生的。
以上都是“欢乐满人间”类型的日常魔法家庭喜剧，但随着时间的推移，出现了战斗美少女（战斗女英雄），她们穿着华丽的服装，如《美少女战士》（1992-1997），她们使用力量与邪恶作斗争。这是将《东映不可思议喜剧系列》(1989-1993)的美少女系列和特摄《超级战队系列》改编成变身女主角和格斗物的混合体，而其界限开始随着《光之美少女系列》(2004年-)等等变得模糊。
在80年代和90年代，喜欢魔法少女中的美少女和萝莉的动画御宅族越来越多，所以出现了从《奈奈子SOS》（1980-1983）开始的，针对男性和成年人的作品，而面向成年人制作的《魔法少女小圆》（2011）则创造了残酷和怪异的魔法少女的热潮。
进入21世纪后，看着翻译过来的魔法少女动画片长大的欧洲和亚洲海外漫画家和动画师不断推出日本式的魔法少女，其中《小公主苏菲亚》(2012年 -)、《小马宝莉：友情就是魔法》(2010年 -)、《公主闯天关》(2015年 -)在日本也播出，获得了很高的人气。

### 魔法少女的要素
魔法少女的基本要素是，女英雄可以使用其他人都没有的魔法力量。这种力量可以分为两大类: 所赋予的后天力量和与生俱来的先天力量。而先天性可能从一开始就可以使用，也可能随着生长而表达。。像《小仙女》（日语：魔女っ子メグちゃん）一样出身于先天具有超自然能力的种族或家族的人通常被称作“小魔女”或"魔法使"。
此外，魔法少女的力量，不一定是字面上的魔法和魔力，也包括使用忍術或賽博格力量的「變身少女」範疇。另外也存在《怪盜St. Tail》這種「毫無特殊力量」的魔法少女，以及如《網路安琪兒》在電腦網路虛擬空間活躍的魔法少女。另外，像《光之美少女》(2004-2005年)和《我、英雄与魔法少女》(2014-2018年)一样，也存在以肉搏战为主体的格斗类魔法少女类型。
魔法少女的年齡大多是10歲至14歲之間，也就是正在出現第二性徵的時期。魔法少女的「變身」是女孩成熟的象徵。這是女孩憧憬長大成人的反映。魔法少女往往經由變身，讓身體變成大人。這些作品通常著重描寫：變身前後的認同衝突，以及雙重生活的困難（如保密和時間分配）。若有戀愛要素則複雜度更將大增。通常會發展成「女主角為了心上人變身」，許多批評認為，這是宣傳混亂的價值觀。
在面向女孩的动画片中，有必要使用赞助这些节目的玩具公司的产品（变装玩具），因此，魔法少女使用的配件，如契约、手杖、珠宝等饰品和剧中出现的小玩意作为魔法物品。因为「魔法少女 = 饰品」的图式已经深入人心，以至于这些道具也会出现在不需要发售玩具的男性作品中。然而在影视剧中，这些物品很少是真正意义上的力量源泉，女主角的纯真才是激发爱和生命力量的关键。而有时，存在的魔法力量本身也会被耗尽，如《魔法小仙女》（1982）和《救护天使莉莉佳》（1995-1996）。
魔法少女通常是天真無邪的，最常用的道具是魔法棒或水晶製品，但這通常只是引出力量的媒介。而力量良窳的真正關鍵在女主角本身的善良、堅定的意志與「愛」。

## 歷史
一般認為橫山光輝於1966年開始發表，自美國電視劇《Bewitched》為藍本的《莎莉變變變》（魔法使いサリー）是第一套魔法少女動畫，而第一套魔法少女漫畫（1962年發表）《小魔鏡》就在《莎莉》結束後才動畫化，但那時是稱呼作或；直至1980年的《小仙女麗寶》，日文才出現「魔法少女」這一名詞（原標題為）。
1982年的《魔法小仙子》確立了魔法少女必有「吉祥物」作伴的不成文鐵則。相對於魔法少女的情緒性，吉祥物的行動皆基於理性，並兼具教導和指正魔法少女的工作。雖然彼此間時常吵嘴，但總會互相諒解，並學著實踐吉祥物的正確指示。必須注意的是，吉祥物大多是雄性。他們彼此間的關係是一種秘密，既像是密友也像是夫妻，在互相理解下建構一段良好關係。
1992年的《美少女戰士》替「戰鬥系魔法少女」派別立下了里程碑，然而此時魔法少女的技能仍多以單純的魔法為主，隨後2004年起強調拳腳的《光之美少女》（儘管只有初期特別強調，到後來與複合系相近），及加入軍事武裝要素的《魔法少女奈葉》則又是另一個轉折，以及結城友奈是勇者之類不掛名魔法少女卻融入魔法少女要素的作品。2018年于网络连载的《伞少女梦谈》则是首部结合中国传统国风的魔法少女作品。

## 魔法少女作品
魔法少女主要分成以下不同類型:

### 日常系
主角突然得到魔法力量，或主角由異世界來到人間界見習，故事是以圍繞日常生活為主，並使用魔法力量去幫助別人。通常都會與西方童話中的皇室，以及小仙子（Fairy）文化有所關連。她們有時帶有傳統魔女的造型（即是高帽子、騎掃帚）。

#### 小魔女系
大部分魔法都可以使用的日常系魔法少女，通稱做。但故事通常會有以下特徵：
- 除了主角之外，其他人都不知道她們是魔法少女（但有時候會設定為眾人皆知）；
- 魔法需要修行，甚至要進行考核才能得到某一種能力；
- 會有限定數量的道具才可以使用魔法；
- 不能利用魔法控制別人的思想；
- 使用禁斷魔法會得到相對的報應；
- 在2000年代後期開始出現以懂魔法的動物們作為主角的作品，2010年代的小魔女系作品主要在日本以外地區出品。

著名的動畫例子包括：
|    | 作品                   | 作品（原文）                        | 角色                                                                                   |
| -- | ---------------------- | ----------------------------------- | -------------------------------------------------------------------------------------- |
| 1  | 小仙女莎莉             |                                     | 夢野莎莉                                                                               |
| 2  | 人魚公主               |                                     | （浦島真子），演變自安徒生童話《小美人魚》                                             |
| 3  | 仙女下凡               |                                     | (美琪)和(安娜)                                                                         |
| 4  | 小仙女麗寶             |                                     | 立花拉拉貝爾                                                                           |
| 5  | 小女巫碧碧             | Bibi Blocksberg                     | 碧碧卜斯堡，德國版的，從80年代同名廣播劇改編                                           |
| 6  | 愛花仙子               |                                     | 花園由美                                                                               |
| 7  | 小魔女Doremi系列       |                                     | 魔女見習生                                                                             |
| 8  | 魔法少女薩琳娜系列     | Sabrina, the Teenage Witch          | 莎賓娜‧咒語人                                                                          |
| 9  | 戀愛占卜師             |                                     | 神崎明鈴                                                                               |
| 10 | 戀愛小魔女             |                                     | 佐倉仁菜和織原麻耶                                                                     |
| 11 | 魔界女王候補生         |                                     | 巧克莉、香草                                                                           |
| 12 | 魔法美少女             |                                     | 魔宮步                                                                                 |
| 13 | 奇幻魔法Melody系列     |                                     | My Melody 和 Kuromi                                                                    |
| 14 | 寶石寵物系列           |                                     | 露比和總共40名寶石寵物                                                                 |
| 15 | 魔法俏公主             | 치링치링~시크릿쥬쥬!，Secret Jouju  | Jouju、Lily、Rosa、Irene、Sasha                                                        |
| 16 | 星蝶公主               | Star vs. the Forces of Evil         | Star Butterfly 星蝶                                                                    |
| 17 | 夢幻魔法師             | Little Charmers                     | Hazel、Posie、Lavender，Nick Jr.節目                                                   |
| 18 | 亮亮和晶晶             | Shimmer and Shine                   | Shimmer、Shine和人類Leah，Nick Jr.節目，改編自60年代美劇 I Dream of Jeannie 太空仙女戀 |
| 19 | 花漾精靈               |                                     | 莉普、阿堇、向日葵、羅絲、凜                                                           |
| 20 | 珠珠的秘密：星之守護者 | ，Secret Jouju Goddess of The Stars | Jouju、Cindy、Stella等其他女神練習生                                                   |
| 21 | 小魔女Lara             | ，Komi Witch Lara                   | Lara                                                                                   |

有些小魔女是帶有魔法保姆的形象，可能源自歡樂滿人間的 Mary Poppins：
|   | 作品                                         | 作品（原文） | 角色                                                                                               |
| - | -------------------------------------------- | ------------ | -------------------------------------------------------------------------------------------------- |
| 1 | 彗星公主                                     |              | 彗星公主                                                                                           |
| 2 | 魔法少女中華貝貝！ 及 魔法少女中華伊珀妮瑪！ |              | 中華魔女貝貝、中華魔女伊珀妮瑪。這是由石之森章太郎所創作的特攝魔法少女作品，源自80年代的後半期作品 |
| 3 | 俏皮小花仙                                   |              | 瑪麗蓓爾                                                                                           |

也有一些是以異世界為舞台的動畫：
|   | 作品       | 作品（原文）                        | 角色                                                                            |
| - | ---------- | ----------------------------------- | ------------------------------------------------------------------------------- |
| 1 | 魔女宅急便 |                                     | 琪琪，以同名小說改編                                                            |
| 2 | 小公主優希 |                                     | 釉絲、古蓮達、歌可露、埃美娜、卑絲                                              |
| 3 | 魔法少女隊 |                                     | 阿麗斯、舒拉、艾華                                                              |
| 4 | 小馬寶莉   | My Little Pony: Friendship Is Magic | 紫悅及其他五位朋友，特別在電影版 Equestria Girls 推出後，魔法少女的元素更為明顯 |

#### 變身系
一種是主角得到一種獨特的變身力量，令主角可以利用道具而變身成心中想變成的人。早期主要變身成不同職業的大人，有些動畫更會變身成偶像歌手。2010年代前的作品唯一的規範就是變身時間是有時間限制，過了時間就可能永遠不能變回自己。在2010年代開始的偶像系不再局限於歌手，添加了舞蹈明星行列，並多數與街機卡片相關。

##### 一般變身系
|    | 作品                    | 作品（原文）                  | 角色及備注                                                             |
| -- | ----------------------- | ----------------------------- | ---------------------------------------------------------------------- |
| 1  |                         |                               | 鏡厚子（或加賀美厚子）                                                 |
| 2  | 神奇糖                  |                               | （Melmo）                                                              |
| 3  | 花仙子                  |                               | （小蓓）                                                               |
| 4  |                         | 魔法のプリンセス ミンキーモモ | 明琪桃子，首次出現現代魔法少女的傳統：唯美變身畫面                     |
| 5  | 我愛莎莎                |                               | 速水                                                                   |
| 6  | 緞帶魔法姬              |                               | 野野原姬子                                                             |
| 7  | 百變雙子星              | , Petit Petit Muse            | 宋氏姊妹                                                               |
| 8  | 美少女人魚              | H2O: Just Add Water           | Rikki、Emma、Cleo；澳州電視劇，另外有動畫版 H2O: Mermaid Adventures    |
| 9  | 時尚魔女 LOVE AND BERRY |                               | LOVE 和 BERRY                                                          |
| 10 | 天使少女組              | Angel's Friends               | Raf、Sulfus及其準天使與準惡魔朋友；意大利動畫                          |
| 11 | 變身少女花啦啦          | , Flowering Heart             | 陳亞梨，禹秀夏，鮮于旻，栩艾兒(三加一組合)；韓國Mimi World玩具公司動畫 |
| 12 | 蘇菲露比(暫釋)          | ，SofyRuby                    | Ruby=Sofy、尖晶王子、Arty、Bibi；韓國孫悟空玩具公司動畫                |
| 13 | ？？？(暫釋)            | ，Tea Tea Cherry              | 、                                                                     |

##### 偶像系
|   | 作品                 | 作品（原文）                    | 角色及備注                                                             |
| - | -------------------- | ------------------------------- | ---------------------------------------------------------------------- |
| 1 | 我係小忌廉           |                                 | 小蝶→巧克力甜甜                                                        |
| 2 | 芙蓉仙子             | Jem                             | 謝莉嘉 Jerrica Benton→Jem及其樂隊幻影樂隊 The Hologram；美國孩之寶動畫 |
| 3 | 魔法之星愛美         | 魔法之星爱美                    | 香月舞→愛美                                                            |
| 4 | 夢幻拉拉             |                                 | 篠原美穗→Fancy Lala                                                    |
| 5 | 尋找滿月             |                                 | 神山滿月→Full Moon                                                     |
| 6 | 小馬國女孩：彩虹搖滾 | Equestria Girls – Rainbow Rocks | 人類版mane 6組成的The Rainbooms；美國孩之寶動畫                        |
| 7 | 銀河樂隊(暫釋)       | Star Darlings                   | 隊長Sage，以及其他十一位成員；美國迪士尼動畫                           |

### 魔法英雄系
這種形式首見於七十年代的甜心戰士和八十年代的She-Ra，由1990年代開始，直至今日仍然使用最多的主題。魔法英雄系也可以稱「美少女戰隊」系 ，即是主角或她的朋友（戰隊通常會有兩人或以上）突然得到變身力量，並利用變身後的力量（可能是被迫或半被迫地）與惡勢力對戰以保護地球（或者主角居住的地方或星球）的故事。雖然相比起前面一種類型來說，這種的歷史最短，但亦是最廣為人知的類型，甚至已經成為了大多數人心目中對魔法少女最狹義的印象，並成為超級英雄的一個新類型。
其代表為《美少女戰士》系列，以及爾後的《光之美少女》系列。
- She-Ra : 阿多拉公主，亞當王子(He-Man)的孖生妹妹
- 美少女假面Poitrine（美少女仮面ポワトリン）：這是東映不思議喜劇系列中最知名的作品，武內直子就是以此作為藍本創作美少女戰士。
- 美少女戰士（美少女戦士セーラームーン）系列：月野兔（Sailor Moon）及其他九位戰士。
- 愛天使傳說（愛天使伝説ウェディングピーチ）：花咲 桃子（Wedding Peach）及其他三位朋友。
- 魔法騎士（魔法騎士 レイアース）
- 飛天小女警（The Powerpuff Girls）（美國卡通）：花花與二個親妹妹（原屬於超級英雄）
- 飛天小女警Z（出ましたっ!パワパフガールズZ）：赤堤桃子→超能花花、豪德寺都→旋轉泡泡與松原薰→強力毛毛
- 東京喵喵（東京ミュウミュウ）：桃宮草莓及其他四位朋友。
- 魔力W.i.t.c.h.（W.I.T.C.H.）（迪士尼卡通，意法合作）：薇兒與其他四位朋友。
- 魔法俏佳人（Winx Club）（義大利卡通，後期意美合作）：蕾兒及其他六位仙靈朋友。
- 光之美少女系列（プリキュアシリーズ）: 系列共有18代或20套作品，已進入20週年，全系列主角總人數已達78人
- 小女神花鈴（かみちゃまかりん）：花園花鈴及其他能夠神化的角色。
- 瓢虫少女（Miraculous Ladybug）（法日韓三國合作）：張瑪莉（Ladybug）與艾津‧艾吉斯特（Cat Noir）
- 戰鬥女子學園 (バトルガール ハイスクール) (手機遊戲，於2016宣佈動畫化) :星守者。
- 公主騎士奈拉（Nella the Princess Knight）（美國卡通）：少數由黑人魔法少女做第一主角的作品
- 入伍吧！魔法少女：獨立製作、以女性軍人作主題的台灣線上漫畫
- 我的同学是美人鱼（레인보우 버블젬， Rainbow Bubblegem）（中韓合作）：紫星與六位人魚公主

#### 深夜魔法英雄系
以深夜觀眾為取向的魔法英雄，使用了大量不適宜兒童觀看的設定，風格會伴隨較為血腥及較激烈的劇情起伏，有時還有少量的性暗示。2004年10月，由セブン・アークス製作的「魔法少女奈葉」，在戰鬥場面亦作新的嘗試，不只是以必殺技為主，而是把魔法少女和GUNDAM式的戰鬥場面結合，大量使用魔力炮及格鬥武器——魔杖，並加入封印系的元素，多元素結合的新形式令人耳目一新，尤其以戰鬥場面吸引不少新的觀眾。2011年1月，由動畫導演新房昭之與致鬱系劇本作家虛淵玄，以及知名動畫編曲家梶浦由記配合蒼樹梅的原始人物設定，多人聯手合作的「魔法少女小圓」，是一部偏向陰暗寫實風格的作品。在動畫中，藉由新房昭之的冷色調作畫、梶浦由記夢幻般的配樂旋律，以及虛淵玄描述的陰暗故事，結合成一個引起各年紀人士青睞（與精神創傷）的傑作。
- 甜心戰士（キューティーハニー）：如月甜心，最初的魔法英雄，大量的暴露鏡頭以及性暗示皆屬兒童不宜。
- 秋葉原電腦組（アキハバラ電脳組）
- 魔法少女奈葉（魔法少女リリカルなのは）系列：

魔法少女奈葉
魔法少女奈葉A's
魔法少女奈葉StrikerS
- 舞-HiME
- 舞-乙HiME
- 肯普法（けんぷファー）
- 聲音×魔法（おと×まほ）
- 魔法戰騎浪漫譚
- 魔法少女小圓（魔法少女まどか☆マギカ）：鹿目圓等五位主角。
- Fate/kaleid liner 魔法少女☆伊莉雅（Fate/kaleid liner プリズマ☆イリヤ）
- 魔法少女育成計劃

#### 複合系
同時融合小魔女系及魔法偶像等的特點的魔法英雄故事
- 魔法少女砂沙美（天地無用外傳）：河合砂沙美
- 守護天使莉莉佳（ナースエンジェルりりかSOS）
- 飛天少女豬（とんでぶーりん）
- 百变小樱（カードキャプターさくら， Card Captor Sakura）：木之本櫻
- 真珠美人魚（マーメイドメロディーぴちぴちピッチ）：七海露亞等七位主角。
- 守護甜心（しゅごキャラ!）：日奈森亞夢
- 巴啦啦小魔仙系列：第一代主角是魔仙小藍、凌氏姊妹美琪及美雪，中國作品。
- 小花仙：夏安安、雪城愛等主角，中國(第三季起改中日合作)動畫。
- 萌單
- 搖滾蘿莉[9]（LoliRock）：Iris，Talia 和 Auriana，法國卡通。
- 舞法天女：安真真，小善和美瑰，中國特攝片。
- 女孩×戰士系列(ガールズ×ヒロイン!シリーズ)：Takara Tomy 日本特攝片。
- 小伶魔法世界系列：小伶，夏天，悦兒和雯妮，中國特攝片。

### 黑暗奇幻系
直到21世紀初的電視動畫當中，只有2002年的《彩夢芭蕾》和2011年的《魔法少女小圓》才有黑暗奇幻的故事架構，而且深受古典文學及童話的黑暗面影響。如果不計《叛逆的物語》在內，這一系列不論故事中段多麼殘酷痛苦，結局最終都以苦甜參半，以及開放式的Happy Ending結束。
2012年由佐藤健太郎創作的《末日的魔法少女》又進一步推翻魔法少女的各種刻板印象，主角群不再由天真無憂的少女們擔任，故事也充滿無盡的殺戮和陰謀，將肌肉、鬼娃娃、殭屍和人偶等等以往悖離魔法少女的要素運用在故事中。後來佐藤在近年的姐妹作《魔法少女網站》裡的主角們皆過著充滿黑暗和悲慘的人生。魔法少女並非代表愛、光明與及希望等美好事物，而是死亡、恐怖、絕望、仇恨、殺戮和破壞之象徵。

### 封印系
自從東映製作的美少女戰士大受好評，在同時代的不同動畫製作公司都相繼製作偏向戰鬥系的魔法少女動畫，但其實它們大部分都是封印系動畫。故事也是一樣環繞主角及其他朋友一起對抗黑暗勢力，但通常戰鬥所使出的必殺技會是使用魔法封印敵人。封印系可細分為異世界系或怪盜系：

#### 異世界變身系
- 美少女假面
- 不思議少女ナイルなトトメス（日语：不思議少女ナイルなトトメス）
- 言出必行三姐妹（有言実行三姉妹シュシュトリアン）
- 小紅帽恰恰（赤ずきんチャチャ）魔法公主篇：恰恰→魔法公主
- 史黛拉与宝石骑士/星星公主 （Princess Gwenevere and the Jewel Riders）
- Tenko and the Guardians of the Magic（英语：Tenko and the Guardians of the Magic）：由日本女魔術師天功公主授權製作
- 網路安琪兒（コレクター・ユイ）: 春日結等朋友
- 不可思議星球的雙胞胎公主（ふしぎ星のふたご姫）系列：法音，莲音
- 我的太太是魔法少女（奥さまは魔法少女）：淺羽嬉子→阿梅尼斯
- Mia的奇幻歷險 (Mia and Me)：意、德、加三國聯合製作的半特攝半3D動畫節目
- 紫晶公主 (Amethyst, Princess of Gemworld) : Amy Winston→Amethyst，源自80年代DC漫畫，後在2013年被改編為DC國度短片（英语：DC Nation Shorts）之一的美式Anime[10]
- 夢夢貓（ミュークルドリーミー）
- 收服！迷你寶（奇妙萌可，캐치! 티니핑）：樂美
- 精靈夢葉羅麗

#### 異世界非變身系
- 彩虹仙子（Rainbow Brite）
- 唱！大龙宫城（
- 咕嚕咕嚕魔法陣系列：柯柯麗
- 夢之蠟筆王國：席爾巴公主
- 童話槍手小紅帽：小紅帽
- 伞少女梦谈（中国）

#### 怪盜系
- 怪盜St. Tail：羽丘芽美→St. Tail
- 神風怪盜貞德：日下部麻呂→神風怪盜貞德

### 魔法學園系
原屬於封印系動畫的「小紅帽恰恰」在1994年成為一部成名作品，當年製作公司更因此而決定由原本的一年製作期再增加半年（即1995年上半年），而在這半年內就改以環繞恰恰就讀的魔法學園—烏拉拉學園所發生的日常生活的故事為主線，從此便確立了魔法學園系動畫。也有一些作品是一間普通的學校組織了魔法學會，並在會內研究魔法。其他著名的動畫或小說（不論兒童文學或是輕小說）例子包括：
- 小紅帽恰恰：烏拉拉學園篇
- 魔法使俱乐部（魔法使いTai!）
- 魔靈娘學堂/淘氣小女巫 (The Worst Witch)：從英國小說改編的電視劇，從1986年電視電影版起每個年代就會出一套系列
- 魔法俏佳人：歐菲亞學園篇
- 魔法老師
- 零之使魔
- Happiness!
- 守護甜心：聖夜學園篇
- Bratzillaz：從 Bratz 貝姿娃娃延伸的線上卡通[11]
- 寶石寵物 Twinkle☆
- Little Witch Academia 小魔女學園（リトルウィッチアカデミア）
- 星學院 Star College[12]

### 邪道魔法少女
在2000年代後期才出現的類別，本來專指一個誕生於2002年的日本OVA動畫系列（魔法護士小麥、撲殺天使朵庫蘿和大魔法峠），現在多指以魔法少女為名，戲仿搞笑為實的作品。這類作品多不把主要觀眾層定位於兒童觀眾，反而定位於御宅族甚至成人觀眾。故事內容以搞笑和打破魔法少女作品的常規為主，因此作品中經常出現暴力、嘲諷社會、成人情節等，並會對傳統魔法少女作品進行戲仿。例子包括：
- 邪道魔法少女系列
- 這樣算是殭屍嗎？：相川步、春奈
- 吊帶襪天使
- あかほり外道アワーらぶげ（日语：あかほり外道アワーらぶげ）
- 小魔女米拉庫（輕鬆百合中的作中作）
- 魔法少女普莉堤貝兒
- 夢想成為魔法少女
- 變成魔法少女的大叔（마법소녀 아저씨）

## 魔法少女與時尚娃娃
近年來在Youtube播放的時尚娃娃動畫，如芭比娃娃、莉卡娃娃、Bratzillaz、甚至伊斯蘭的芙拉娃娃，都不時會加入變身和魔法等元素。而歐美的魔法少女玩具，通常以主角為藍本的洋娃娃為主，如She-Ra、Jem、精靈少女組及魔法俏佳人等，令兩者的界線愈來愈模糊。
而在韓國Young Toys推出的 (意譯「Jouju 珠珠的秘密！」，現在香港播放官譯作魔法俏公主)，就是第一個以洋娃娃改編成3D魔法少女動畫的產品。 

## 與魔法少女相關的兒童文學
在莎莉變變變或Sabrina The Teenage Witch面世前，德國作家奧飛·普思樂推出的兒童故事《Die kleine Hexe》，主角小女巫的性格開始有現代魔法少女的善良愛心一面。直到現在，歐美和東亞也有出版相關的兒童小說。例如：
- Rainbow Magic 彩虹仙子系列 - 瑞秋和克絲蒂（Rachel & Kristy ，這個系列還出了日本製作的OVA：Return to Rainspell Island）
- Mary Poppins 歡樂滿人間
- Pearlie in the Park 公園裡的波莉（也有改編成卡通）
- Not Quite a Mermaid 沒有尾巴的小美人魚
- Magic Ballerina
- 什麼都行魔女商店
- 香草魔女
- 魔法公主
- 小魔女糾察隊
- 飛不動的小魔女
- 麻瓜小魔女
- 毒蘋果的傳人系列：台灣兒童文學
- 這年頭超人很難當，這年頭超人很心酸：台灣兒童文學、少數主要讀者為兒童的邪道魔法少女作品。
- 黑魔女學園（也有改編成卡通）

## 「魔法少年」作品
雖然比較罕見，但亦存在與魔法少女相對的魔法少年，其可區分為少年向和少女向的，少年向的通常多著重在戰鬥上的描寫搭配人物的成長，少女向的則多著重在人物的外型、華麗的畫面及細膩的心理變化。有時魔法少年也會作為配角出現在魔法少女的作品中。
此類作品典型例子:
- 魔法少年賈修
- 哈利波特
- 魔法老師
- 銀河系傳承 MIXIM☆11
- 烈火之炎
- 摩爾莊園：中國動畫

## 男性角色擔任魔法少女
首先在美少女戰士STAR編開始便有能由男性變身的戰士，但之後多年便沒有類似的作品。近年來有少數作品中的男性角色擔任魔法少女的身份，不論變身過程，使用魔法道具以及魔法力量都與女性角色一樣，差別在於性別的變化，有作品的男性魔法少女只是單純女裝打扮為魔法少女，另一種則是徹底改變性別並變身為魔法少女。與一般魔法少年的作品區分是，這類作品帶有性轉換或女裝的成份，並且通常內容較為惡搞。
女裝作品：
- 美少女戰士STAR編的星光三劍俠(漫畫)
- 聲音×魔法（おと×まほ）
- 這樣算是殭屍嗎？
- Shezow，澳洲動畫，主角Guy男孩變成女超人
- 塩野干支郎次的《魔女鍊金術師》
- 女裝魔法少年（魔女っ子少年マジカルピース）
- 美男高校地球防衛部LOVE！
- David Gilson 的 Bichon，法國漫畫，主角Bichon是一個有性別認同障礙的男孩

性轉換作品：
- 美少女戰士STAR編的星光三劍俠(動畫)
- 肯普法（けんぷファー）
- 魔法變女體
- 最強魔法少女あきら
- 暗夜魔法使變量魔女
- 妄想奇行 Adolescence Avatar
- （由女性變身成男性）
- 我，要成为双马尾（俺、ツインテールになります。）

## 日本國外
現時，除了日本，海外也有魔法少女動畫的創作，當中以意大利的《魔法俏佳人》《魔力W.i.t.c.h.》、美国的《小马宝莉》《公主闯天关》、法国的《瓢虫少女》、韩国的《千年狐》《奇妙萌可》以及中國的《巴啦啦小魔仙》《小花仙》《精灵梦叶罗丽》《伞少女梦谈》最為知名。現在總共有6個國家製作過此類題材作品，分別是：日本、意大利、美国、中國、韩国、法國。

## 外部連結
- Henshin: The Mahou Shoujo Genre
- http://www.contentshistory.org/2013/08/23/1354/ （页面存档备份，存于）
- 、1997年
- 、2000年、ISBN 4-87233-513-9
- 、2009年、ISBN 4-06-370066-6
- Mark C. MacKinnon『The Sailor Moon Role-Playing Game and Resource Book』Guardians Of Order、1998年11月。ISBN 0-9682431-1-8
- .  (PDF).  (). 2008, (8): 195––210  [2012-03-25].[永久]
- .  (PDF).  (). 2010, (12): 199––221  [2012-03-25].[永久]
- nippon.com. https://www.nippon.com/ja/in-depth/a03904/ （页面存档备份，存于）. 須川亞紀子. 2015-02-17. （日語）